# اوپوتشنو (ناحیه لوونی)
اوپوتشنو (به چکی: Opočno) یک منطقهٔ مسکونی در جمهوری چک است که در ناحیه لوونی واقع شده‌است. اوپوتشنو ۲٫۲۴ کیلومتر مربع مساحت و ۱۲۹ نفر جمعیت دارد و ۲۵۲ متر بالاتر از سطح دریا واقع شده‌است.